# Desis hartmeyeri
Desis hartmeyeri är en spindelart som beskrevs av Simon 1909. Desis hartmeyeri ingår i släktet Desis och familjen Desidae.
Artens utbredningsområde är Western Australia. Inga underarter finns listade i Catalogue of Life.